# Греъм Мастертън
Греъм Мастертън (на английски: Graham Masterton) е много плодовит британски писател на бестселъри в жанровете хорър, трилър, исторически роман, еротична фантастика и документалистика. Писал е и под псевдонимите Едуард Торн (Edward Thorne), д-р Ян Бергхоф (Dr. Jan Berghoff), Алън Блекууд (Alan Blackwood), Томас Люк (Thomas Luke), Антон Римарт (Anton Rimart), Ейнджъл Смит (Angel Smith), и Катрин Уинстън (Katherine Winston).

## Биография и творчество
Греъм Мастертън е роден на 16 януари 1946 г. в Единбург, Шотландия, в семейството на Томас Бейкър, офицер, и Мери Мастерсън. Учи с интернат за момчета в Кройдън, Англия. На 17 години започва работа към местния вестник като младши репортер. В периода 1967 – 1970 г. е назначен за заместник главен редактор на мъжкото списание „Мейфеър“ в Лондон. На 24 години става изпълнителен редактор на британското еротичното списание „Пентхаус“, където работи в периода 1970 – 1974 г.
Кариерата му в „Пентхаус“ го подтиква да започне да пише поредица от ръководства за секс, които стават бестселъри. Първият от тях „Acts of Love“ е издаден през 1971 г. под псевдонима д-р Ян Бергхоф. През 1974 г. работата си и се посвещава на писателската си кариера.
През 1976 г. е издаден първият му хорър роман „Маниту. Кошмар в Манхатън“ от поредицата „Хари Ърскин“. Той също е бестселър и през 1978 г. е екранизиран в едноименния филм с участието на Тони Къртис и Сюзан Страсбърг.
През декември 1976 г. се жени за полякинята Уиска Уолаш, литературен агент, с която имат три сина – Роланд, Даниъл, Люк. Живеят в готически замък в Корк, Ирландия. Съпругата му умира на 27 април 2011 г. След смъртта ѝ Греъм Мастертън живее в Съри, Англия.
Творчеството на Мастертън включва множество хорър произведения, трилъри и исторически романи. По негови хорър произведения през 1997 г. е направен и телевизионния сериал „The Hunger“. Освен това той пише хумористични статии за списание „Пънч“, както и статии за сексуалното щастие за американски женски списания.
Дава името си на френската награда, която се присъжда всяка година за роман на ужасите. Той е единственият чужд автор носител на наградата „Джулия Верланже“ за най-продаван хорър роман във Франция.

## Произведения

### Самостоятелни романи
- Inserts (1976) – като Антон Римарт
- Plague (1977)
- Fireflash 5 (1977) – издадена и като „A Mile Before Morning“
- Heartbreaker (1978) – като Катрин Уинстън
- The Sphinx (1978)
- The Devils of D-Day (1978)
- Charnel House (1978) – награда „Едгар Алън По“
- The Wells of Hell (1979)
- Rich (1979)
Милионерът, изд. „Орион“ (1994, 1995), изд. „Световна библиотека“ (2000), прев. Димка Тодорова
- The Sweetman Curve (1979)
- The Hell Candidate (1980) – като Томас Люк
- Phobia (1980) – като Томас Люк
- Man of Destiny (1981)
- Railroad (1981)
- Famine (1981)
- The Heirloom (1982) – като Томас Люк
- Solitaire (1982)
Диамантът, изд. „Световна библиотека“ (2001), прев. Мария Неделева
- Tengu (1983)
- Ikon (1983)
- The Pariah (1983)
- Condor (1984) – като Томас Люк
- Lady of Fortune (1984)
- Maiden Voyage (1984)
Кралицата на Атлантика, изд. „Световна библиотека“ (2000), прев. Слави Радославов
- Corroboree (1984)
- Sacrifice (1985)
- Family Portrait (1985) – издадена и като „Picture of Evil“, награда „Джулия Верланже“
- Headlines (1986)
- Silver (1986)
- Death Trance (1986)
- Lords of the Air (1988)
- Mirror (1988)
- Ritual (1988) – издадена и като „Feast“
- Walkers (1989)
- Empress (1990)
- The Hymn (1990) – издадена и като „The Burning“
- Black Angel (1991) – издадена и като „Master of Lies“
- Prey (1992)
- The Sleepless (1993)
- Flesh and Blood (1994)
- Spirit (1995)
- The House That Jack Built (1996)
- The Chosen Child (1997)
- House of Bones (1998)
- Kingdom of the Blind (1998) – като Алън Блекууд
- Plague of Angels (1999) – като Алън Блекууд
- The Doorkeepers (2001)
- Hair Raiser (2001)
- Bonnie Winter (2001)
- Trauma (2002) – награда „Едгар Алън По“
- The Hidden World (2003)
- Genius (2003)
- Holy Terror (2004)
- The Devil in Gray (2004)
- Innocent Blood (2004)
- Unspeakable (2005)
- Descendant (2006)
- Edgewise (2006)
- Chaos Theory (2007)
- The 5th Witch (2008)
- Ghost Music (2008)
- Basilisk (2009)
- Fire Spirit (2010)
- Rules of Duel (2010) – с Уилям Бъроуз
- Petrified (2011)
- Grease Monkey: And Other Tales of Erotic Horror (2011)
- Community (2013)
- Forest Ghost (2013)
- Drought (2014)

### Серия „Хари Ърскин“ (Harry Erskine)
1. The Manitou (1976)
Маниту. Кошмар в Манхатън, изд.: ИК „Бард“, София (1993), прев. Борис Басманджиев
2. The Djinn (1978)
3. Revenge of the Manitou (1979)
4. Burial (1992)
5. Manitou Blood (2005)
6. Blind Panic (2009)

### Серия „Нощни воини“ (Night Warriors)
1. Night Warriors (1987)
2. Death Dream (1988)
3. Night Plague (1991)
4. Night Wars (2006)
5. The Ninth Nightmare (2011)

### Серия „Рок“ (Rook)
1. Rook (1996)
2. Tooth and Claw (1997)
3. The Terror (1997)
4. Snowman (1999)
5. The Swimmer (2001)
6. Darkroom (2004)
7. Demon's Door (2010)
8. Garden of Evil (2012)

### Серия „Кейти Магуайър“ (Katie Maguire)
1. A Terrible Beauty (2003) – издадена и като „White Bones“
2. Broken Angels (2013)
3. Red Light (2014)

### Серия „Сиси Сойер“ (Sissy Sawyer)
1. Touchy and Feely (2005)
2. The Painted Man (2007) – издадена и като „Death Mask“
3. The Red Hotel (2012)

### Новели
- The Press: A Halloween Short Story (2012)

### Разкази
- Bridal Suite (1980)
- The Root of All Evil (1981)
- Changeling (1989)
- Ever, Ever, After (1989)
- Night Plague (1989)
- 5a Bedford Row (1990)
- Hurry Monster (1990)
- Rococo (1990)
- Will (1990)
- The Heart of Helen Day (1991)
- Pig's Dinner (1991)
- Eric The Pie (1991)
Ерик Пая, изд. „Златорогъ“ (1999), прев. Юлиян Антонов
- Absence of Beast (1992)
- Laird of Dunain (1992)
- Voodoo Child (1992)
- Sex Object (1993)
- The Taking of Mr Bill (1993)
- J.R.E. Ponsford (1994)
- Mother of Invention (1994)
- Rug (1994)
- Suffer Kate (1994)
- Egg (1995)
- The Grey Madonna (1995)
- The Hungry Moon (1995)
- The Jajouka Penis-Beetle (1995)
- The Jajouka Scarab (1995)
- Jack Be Quick (1996)
- The Secret Shih Tan (1996)
- Underbed (1996)
- Heroine (1997)
- My Grandfather's House (1997)
- Roadkill (1997)
- The Irish Question (1998)
- Lolicia (1998)
- The Ballyhooly Boy (1999)
- Witch-compass (2000)

### Сборници
- Thirteen More Tales of Horror (1994) – с Дейвид Белбин, Колин Грийланд, Даян Хох, Гари Килуърт, Стан Никълс, Сюзън Прайс, Филип Пулман и Крис Уестууд
- Fortnight of Fear (1994)
- Flights of Fear (1995)
- Faces of Fear (1995)
- Manitou Man: The World of Graham Masterton (1998)
- Feelings of Fear (2000)
- Charnel House and Other Stories (2002)
- Festival of Fear (2012)

### Документалистика
- Acts of Love (1971) – като д-р Ян Бергхоф
- Confessions of a Wanton Waitress (1975)
- How to Be the Perfect Lover (1975)
- Confessions of a Racy Receptionist (1976)
- 1,001 Erotic Dreams Interpreted (1976)
- How to Drive Your Man Wild in Bed (1976)
- Women's Erotic Dreams: (And What They Mean) (1976)
- The High Intensity Sex Plan (1977)
- More Ways to Drive Your Man Wild in Bed (1985)
- The 7 Secrets of Really Great Sex (1987)
- How to Drive Your Woman Wild in Bed (1987)
- How to Drive Your Lover Wild in Bed (1989)
- Sex Secrets of the Other Woman (1989)
- How to Make Love Six Nights a Week (1991)
- Wild in Bed Together (1992)
- Drive Him Wild: A Hands-on Guide to Pleasing Your Man in Bed (1993)
- Single Wild Sexy.. and Safe (1994)
- How to Drive Your Man Even Wilder in Bed (1995)
- How to Make His Wildest Dreams Come True (1996)
- Secrets of the Sexually Irresistible Woman (1998)
- The Seven Secrets of Really Great Sex (1999)
- The Secrets of Sexual Play (1999)
- Wild Sex for New Lovers (2001)
- Up All Night (2004)

#### Като Ейнджъл Смит
- How a Woman Loves to Be Loved (1974)
- How a Woman Longs to Be Loved (1975)
- Isn't It Time You Did Something Kinky? (1975)
- How to Be a Good Bad Girl (1976)

#### Като Едуард Торн
- Your Erotic Fantasies (1971)
- Girls Who Said Yes (1973)
- Sex Is Everything (1975)

### Филмография
- 1978 The Manitou
- 1997 The Hunger – ТВ сериал